# Чиста термоядерна зброя
Чиста термоядерна зброя — це умовний водневий тип бомби, що не потребує поділу «первинної» вибухової речовини, щоб запалити злиття дейтерію та тритію. Така зброя не потребує розщепленого матеріалу, тому її значно легше створити таємно, ніж існуючі зброї. Необхідність поділу якісного матеріалу, що здатний до розщеплення, вимагає значних промислових інвестицій. Блокування продажів та трансфер потрібної техніки був первинним механізмом контролю розповсюдження ядерної зброї до нашого часу.

## Пояснення
Усі теперішні термоядерні бомби використовують атомну бомбу як першу стадію до створення високих температур і тисків, необхідних для початку реакції термоядерного синтезу між дейтерієм і тритієм на другій стадії. Протягом багатьох років дизайнери з ядерної зброї досліджували, чи можна створити досить високі температури та тиски всередині обмеженого простору, щоб запалити реакцію термоядерного синтезу без використання поділу. Чиста термоядерна дає можливість отримання дуже малої кількості ядерної зброї та зменшує супутнє пошкодження, спричинене забрудненням, тому що ця зброя не створює високорадіоактивні побічні продукти, на відміну від атомної зброї. Чиста термоядерна зброя є летальною не тільки завдяки своїй вибухонебезпечній силі, яка може бути великою в порівнянні з бомбами на основі хімічних вибухових речовин, але також через нейтрони, які вони генерують.
У той час як різні нейтронні джерела пристроїв були розроблені, деякі з них ґрунтуються на реакціях злиття, та жодне з них не може виділяти енергію ні в контрольованій формі для виробництва енергії, ні в неконтрольованій для зброї.

## Прогрес
Незважаючи на багато мільйонів доларів, витрачених Сполученими Штатами протягом 1952—1992 рр. для створення чистої ядерної зброї, ніяких вимірюваних успіхів ніколи не було досягнуто. У 1998 році Департамент енергетики США (ДЕС) видав обмежене рішення про розсекречування даних, заявивши, що навіть якщо ДЕС в минулому вклав значні кошти для розробки чистої термоядерної зброї, «США, як відомо, не мають та не розробляють чистої термоядерної зброя та відсутності надійного дизайну для чистої зброї злиття, отриманої внаслідок інвестицій DOE». Щільність потужності, необхідна для запалення реакції злиття, як і раніше, досягається лише за допомогою вибуху деградації або з великими апаратами, такими як потужні лазери, такі як на Національному запірному заводі, машині Sandia Z-pinch або різних магнітних токамаках. Незалежно від будь-яких заявлених переваг чистої ядерної зброї, створення такої зброї не представляється можливим завдяки використанню наявних технологій, і багато хто висловив занепокоєння тим, що дослідження та розробка чистих ядерних озброєнь потягнуть за собою намір Договору про нерозповсюдження ядерної зброї та Комплексного випробування Заборонений договір.
Стверджувалося, що можна створити зброю з необробленим, досяжним, чистим злиттям, використовуючи лише сучасні, некласифіковані технології. Дизайн зброї важить приблизно 3 тонни, і загальна продуктивність може становити приблизно 3 тонни ТНТ. Запропонований проект використовує великий генератор стиснення струменевого вибухового потоку для отримання високої щільності потужності, необхідної для запалювання термоядерного палива. З точки зору пошкоджень від вибуху така зброя не матиме явних переваг перед звичайним вибухом, однак масивний потік нейтронів може призвести до смертельної дози випромінювання для людей у межах 500-метрового радіуса (більшість таких смертельних випадків трапляються протягом місяців, а не відразу).

## Альтернативний термоядерний синтез
Деякі дослідники розглянули використання антиматерії, як альтернативний термоядерний синтез, в основному у контексті ядерної імпульсної сили, що каталізована антиматерією, а також ядерної зброї Така система, в контексті зброї, матиме багато бажаних властивостей чистої термоядерної зброї. Проте технічні бар'єри у виробництві та утриманні необхідної кількості антиречовини виглядають величезними, що значно перевершує існуючі можливості.
Вимушене гамма-випромінювання є ще одним підходом, який зараз досліджується. Також було запропоновано використання хімічних речовин з дуже високою щільністю енергії, таких як балочні техніки та інші, як засіб запуску чистої термоядерної зброї.
Ядерні ізомери також були досліджені для використання в чистому з'єднанні зброї. Ізомери гафнію і танталу можуть бути спровоковані до виділення дуже сильного гамма-випромінювання. Гамма-випромінювання з цих ізомерів може мати достатньо енергії для початку термоядерної реакції, не вимагаючи матеріалу, що здатний до розщеплення.
Теоретично, нанотехнології можуть бути використані для розробки мініатюризованої чистої ядерної зброї лазерного спрацьовування, яку легше виробляти, ніж звичайну ядерну зброю.

## Можливі наслідки чистої термоядерної зброї
Доктор Девід Хафемейстер з Каліфорнійського політехнічного університету описав, що радіоактивні ефекти чистої термоядерної зброї значно вищі, ніж пристрій, що діє на ділення. Він також описав таку зброю, як таку, що має вдвічі більше радіоактивного виходу, ніж поточна зброя на основі синтезу. Однак руйнування зменшується з огляду на те, що зброя чистого злитка сприяє зменшенню енергії вибуху, ніж енергія поділу, яка зафіксована як така, що має більшу кінетичну енергію, ніж пристрої злиття.